# Basilika St. Peter und Paul (Lewiston)

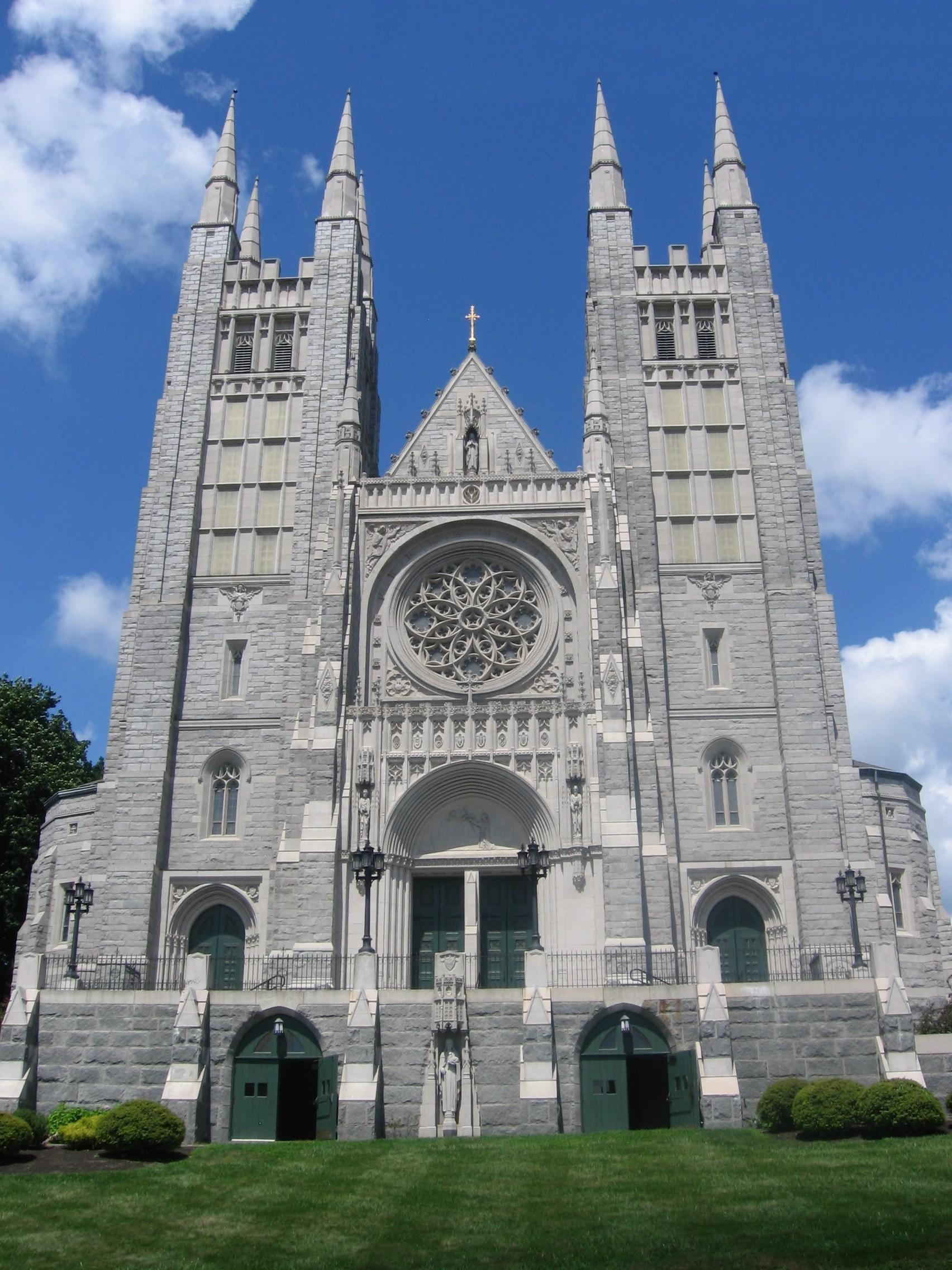
Basilika St. Petrus und St. Paulus

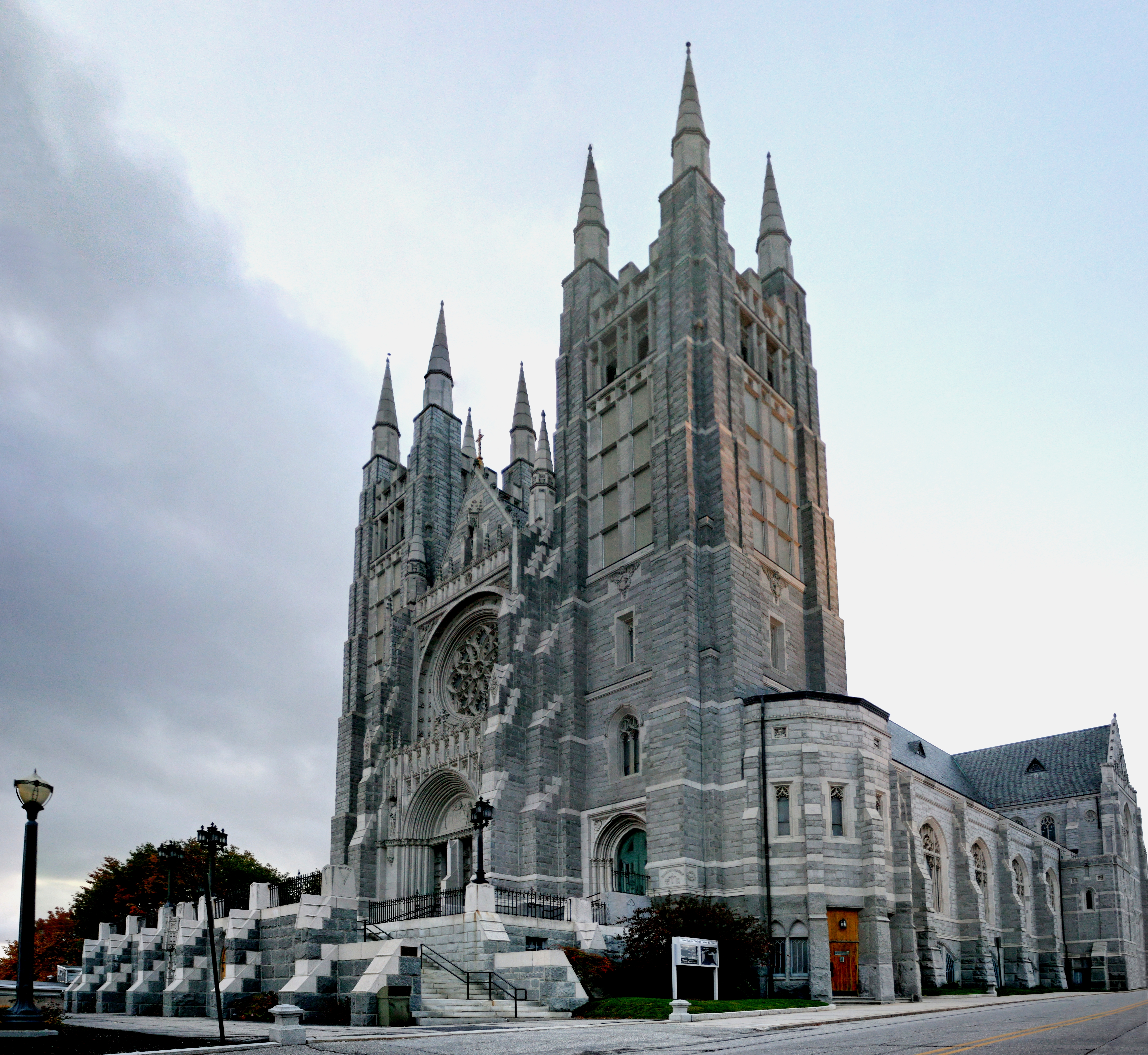
Basilika St. Petrus und St. Paulus in der Dämmerung

Basilika St. Petrus und St. Paulus

Die Basilika St. Peter und Paul (Basilica of Ss. Peter and Paul) ist eine Kirche in Lewiston (Maine). Sie gehört zur römisch-katholischen Diözese Portland und hat seit 2004 den Rang einer Basilica minor.

## Geschichte
In der Mitte des 19. Jahrhunderts erhielt die Stadt Lewiston einen Zustrom katholischer Frankokanadier, die als Arbeiter in der Textilindustrie kamen. Dadurch entstand auch ein Bedarf an französischsprachigen Priestern. Zunächst wurden im Untergeschoss der Saint Joseph's Church Gottesdienste in französischer Sprache abgehalten. Da die Zahl der französischsprachigen Gemeindemitglieder die Tausend überstieg, wurden die Messen ab dem 2. Juli 1870 im Kirchenschiff von Saint John's abgehalten. Ab 1871 war die wachsende Zahl der Gemeindemitglieder auch dafür zu groß. Im folgenden Jahr wurde daher der Grundstein für St. Peter gelegt, die 1873 geweiht wurde.
1881 übernahmen die Dominikaner von Lille und der Provinz Québec das Patronat der Kirche. 1899 wurde die Basilika im Album Historique erstmals erwähnt, in dem die Dominikaner das Kirchspiel S. Pierre S. Paul de Lewiston, Maine ausriefen. 1902 wurde das Kirchspiel aufgeteilt, um die St.-Louis-Kirche in Auburn jenseits des Flusses Androscoggin zu gründen.
Auch nach der Teilung gewann die Gemeinde 1905 fast 10.000 Mitglieder hinzu. Die alte Kirche musste abgerissen werden. Der Bau der Kellergewölbe der neuen Kirche war bereits 1906 abgeschlossen. 1907 und 1923 beantragte die Diözese Portland eine erneute Aufteilung der Gemeinde und 1907 die Schaffung des Kirchspiels St. Mary’s, sowie 1923 des Kirchspiels zum Heiligen Kreuz und der Heiligen Familie.
Da bei jeder Aufteilung der Gemeinde auch das Geld, das für den Bau der neuen Kirche vorgesehen war, aufgeteilt wurde, kam es zu einer Verzögerung des Neubaus. Erst 1933 wurde schließlich von der Diözese Portland die Genehmigung erteilt, den Neubau der Kirche fortzuführen. Die Bauarbeiten wurden am 18. Juli 1936 beendet. Am 23. Oktober 1938 wurde sie den Heiligen Petrus und Paulus geweiht.
Am 14. Juli 1983 wurde das Gotteshaus als zweitgrößte Kirche in New England in das National Register of Historic Places aufgenommen. 1986 übergaben die Dominikaner die Kirche an die Diözese Portland. Von 1991 bis 2002 wurde der obere Teil der Kirche renoviert und ein neuer Altar gebaut. Danach, von 2002 bis 2007, wurde die Kapelle unter der Kirche renoviert. Die Wiedereröffnung fand gerade rechtzeitig zum Mardi Gras und dem Beginn der Fastenzeit statt.